# Trmka
Trmka (cyr. Трмка) – wieś w Serbii, w okręgu toplickim, w gminie Kuršumlija. W 2011 roku liczyła 25 mieszkańców.